# Nalawa F.C.
Nalawa F.C. là một câu lạc bộ bóng đá Fiji thi đấu ở giải hạng nhì của Hiệp hội bóng đá Fiji. Đội bóng đến từ Vunikavikaloa ở Ra, nằm trên hòn đảo Viti Levu.
Trang phục của đội bóng bao gồm áo đen và quần trắng.

## Lịch sử
Hiệp hội bóng đá Nalawa được thành lập năm 1978, dưới sự điều hành của Chủ tịch Ram Vinod.

## Tiểu sử
- M. Prasad, Sixty Years of Soccer in Fiji 1938 – 1998: The Official History of the Fiji Football Association, Fiji Football Association, Suva, 1998.